# Filip Rogic
Filip Rogic, född 14 juni 1993 i Eskilstuna, är en svensk fotbollsspelare.

## Klubbkarriär
Rogic började sin seniorkarriär i Eskilstuna City FK, där han spelade mellan 2010 och 2012. I januari 2013 skrev han på för Östersunds FK. Under säsongen 2014 lånades Rogic ut till AFC United. I februari 2015 skrev han på för AFC United.
I december 2016 skrev Rogic på för Örebro SK Fotboll SK, där han skrev på ett treårskontrakt. Den 25 september 2017 gjorde Rogic ett hattrick i en 4–3-vinst över IK Sirius.
Den 2 september 2019 värvades Rogic av ryska Orenburg. I juni 2020 lämnade han klubben. Onsdagen den 19 augusti 2020 skrev Rogic på för AIK med ett kontrakt som sträcker sig över säsongen 2022.
I februari 2022 blev Rogic klar för IK Sirius på ett treårskontrakt.
I januari 2023 skrev Rogic på för Buriram United i den thailändska ligan. I juli 2023 meddelade Rogic att han lämnar Buriram United.
I juli 2023 blev Rogic klar för HJK Helsingfors.

## Privat
Filip Rogic är gift med Felicia Rogic (född 1993), fotbollsspelare i Eskilstuna United.